# Cantón de Mirebeau
El cantón de Mirebeau era una división administrativa francesa, que estaba situada en el departamento de Vienne y la región de Poitou-Charentes.

## Composición
El cantón estaba formado por diez comunas:
- Amberre
- Champigny-le-Sec
- Cherves
- Cuhon
- Maisonneuve
- Massognes
- Mirebeau
- Thurageau
- Varennes
- Vouzailles

## Supresión del cantón de Mirebeau
En aplicación del Decreto nº 2014-264 de 27 de febrero de 2014, el cantón de Mirebeau fue suprimido el 22 de marzo de 2015 y sus 10 comunas pasaron a formar parte del nuevo cantón de Migné-Auxances.